# Партизанка
Партиза́нка (каз. Партизанка) — село у складі Буландинського району Акмолинської області Казахстану. Адміністративний центр Амангельдинського сільського округу.
Населення — 606 осіб (2021; 1002 у 2009, 1092 у 1999, 1308 у 1989).
Національний склад станом на 1989 рік:
- росіяни — 38 %;
- німці — 33 %.